# Oberrettenbach
Oberrettenbach är en ort i kommunen Gersdorf an der Feistritz i distriktet Weiz i förbundslandet Steiermark i Österrike.  Oberrettenbach var tidigare en självständig kommun, men blev den 1 januari 2015 en del av kommunen Gersdorf an der Feistritz. I kommunen ingick även orten Rothgmos.